# Portret van juffrouw Ethel Warwick
Portrait of Miss Ethel Warwick (Portret van juffrouw Ethel Warwick) is een schilderwerk door de Engelse impressionistische kunstschilder Philip Wilson Steer uit 1901, olieverf op linnen. Het schilderij maakt deel uit van de collectie van de 'National Gallery' te Kaapstad.

## Ophelia
De oorspronkelijke titel van het schilderij luidde Driekleurig viooltje – als aandenken. Deze zinsnede wordt uitgesproken door de waanzinnige Ophelia in Shakespeares Hamlet, akte IV, scène 5: Hier is rozemarijn, dat is ter herinnering… en dit zijn de driekleurige viooltjes, als aandenken.
Tijdens een waanvoorstelling plukt Ophelia verwelkt onkruid, maar ze denkt dat het kruiden en bloemen zijn met een symbolische betekenis: symbolen voor de voorbije liefde tussen haar en Hamlet, die een tragische wending kreeg nadat Hamlet per ongeluk haar vader Polonius doodde. Ophelia verliest haar verstand en sterft korte tijd later.
Tegen deze achtergrond kan in de donkerharige dame op het portret een gebroken vrouw worden gezien. Steer schilderde het model met een introverte, enigszins gelukzalige blik. Ze kijkt de toeschouwer bijna verwijtend aan. Met lichte penseelstreken vangt hij het licht dat over haar paarsblauwe jurk breekt. Haar zwarte halslint, teken van verdriet, vormt hiermee een sterk contrast. Het portret kan aldus worden gezien als een allegorie voor de door verdriet ontstane waanzin.
De eigenaren van het schilderij, Sir Edmund Davis en Lady Davis, wisten wie model voor het portret had gestaan. Toen zij het portret in 1936 schonken aan de 'National Gallery' te Kaapstad, wijzigden ze de titel in Portrait of Miss Ethel Warwick. Hiermee ontnamen ze het schilderij haar poëtische intentie en symboliek, en werd de nadruk gelegd op de persoon Ethel Warwick.

## Ethel Warwick

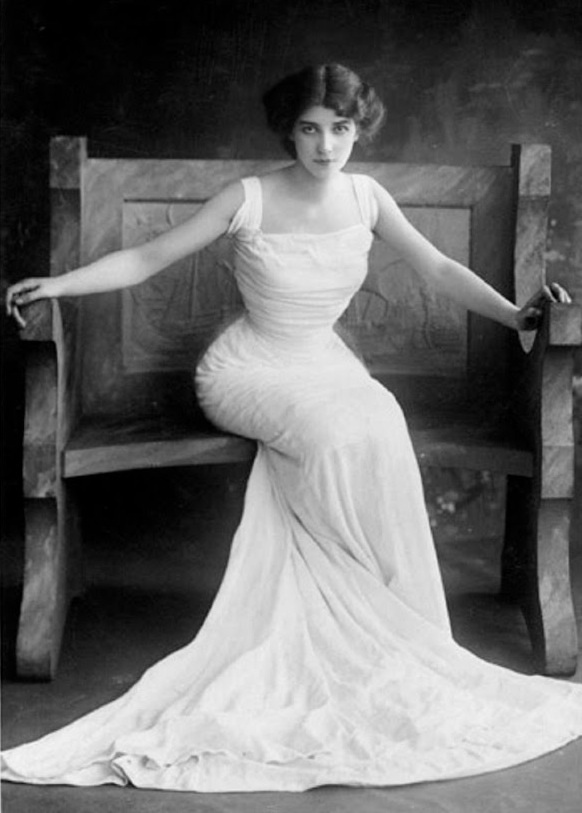
Ethel Warwick

Ethel Warwick (1882-1951) was een Engels model en later ook actrice. Ze was vermaard om haar schoonheid en poseerde behalve voor Steer ook voor diverse andere vooraanstaande kunstenaars, waaronder James McNeill Whistler en John William Godward. Warwick had een bijzondere doch nooit geheel opgeklaarde relatie met Steer. Kort na de eeuwwisseling bezocht ze veelvuldig zijn studio, klaarblijkelijk niet alleen om te poseren. In een van Steers tekenboeken vereeuwigde ze zichzelf met een gedicht over de verlegen kunstschilder:
O arme, oude W.S.

Ik zou graag je gedachten willen lezen

Je bent zo diepzinnig

Maar als je slaapt

Dan moet je je ook uitkleden, net als wij.